# Нова Сърбия
 Тази статия е за сръбската партия.  За историческата област в Украйна вижте Нова Сърбия (област).  
Нова Сърбия (на сръбски: Нова Србија) е консервативна политическа партия в Сърбия, със седалище град Чачак. Партията е основана през 1997 г. Неин председател е Велимир Илич.
Политическата ѝ платформа е насочена към възраждането на старата сърбоюгославска традиция от монархическо време, но партията има ограничено влияние в сръбския политически живот. Популярна е най-вече в т.нар. Ужички край.